# 大関東支夫
大関 東支夫（おおぜき としお）は、日本の地方公務員。東京都港湾局長、東京都総務局長、東京都競馬代表取締役社長、東京サマーランド代表取締役社長等を経て、全国技能士会連合会会長。

## 人物・経歴
1961年東京都入庁。1966年日本大学法学部卒業。1998年東京都労働経済局長、東京都中小企業振興公社理事長。2000年東京都総務局長。2002年東京都中小企業振興公社理事長。2003年東京都競馬代表取締役社長、東京サマーランド代表取締役会長。2004年東京サマーランド代表取締役社長。2013年瑞宝小綬章受章。2017年東京都交友会理事長。全国技能士会連合会会長、東京都技能士会連合会会長、全技連マイスター会会長、暴力団追放運動都民センター監事なども歴任した。